# Shitsuren, arigatō
„Shitsuren, arigatō” (jap. 失恋、ありがとう) – pięćdziesiąty siódmy singel japońskiego zespołu AKB48, wydany w Japonii 18 marca 2020 roku przez You! Be Cool.
Singel został wydany w siedmiu edycjach: trzech regularnych i trzech limitowanych (Type A, Type B, Type C) oraz „teatralnej” (CD). Osiągnął 1 pozycję w rankingu Oricon i pozostał na liście przez 31 tygodni. Singel zdobył status płyty Milion.

## Lista utworów
Wszystkie utwory zostały napisane przez Yasushiego Akimoto.

### Type A
| CD | CD                                                                             | CD           | CD              | CD      |
| Nr | Tytuł utworu                                                                   | Kompozycja   | Aranżacja       | Długość |
| -- | ------------------------------------------------------------------------------ | ------------ | --------------- | ------- |
| 1. | „Shitsuren, arigatō” (jap. 失恋、ありがとう)                                   | Ryō Murakami | Makoto Wakatabe | 4:36    |
| 2. | „Mada aeru hi made” (jap. また会える日まで) (Minami Minegishi graduation song) | Shūho Mitani | Shūho Mitani    | 4:00    |
| 3. | „Shitsuren, arigatō” (jap. 失恋、ありがとう) (off vocal ver.)                  | Ryō Murakami | Makoto Wakatabe | 4:35    |
| 4. | „Mada aeru hi made” (jap. また会える日まで) (off vocal ver.)                   | Shūho Mitani | Shūho Mitani    | 3:58    |

| DVD | DVD                                                        | DVD     |
| Nr  | Tytuł utworu                                               | Długość |
| --- | ---------------------------------------------------------- | ------- |
| 1.  | „Shitsuren, arigatō” (jap. 失恋、ありがとう) (Music Video) |         |
| 2.  | „Mada aeru hi made” (jap. また会える日まで) (Music Video)  |         |

### Type B
| CD | CD                                                             | CD           | CD              | CD      |
| Nr | Tytuł utworu                                                   | Kompozycja   | Aranżacja       | Długość |
| -- | -------------------------------------------------------------- | ------------ | --------------- | ------- |
| 1. | „Shitsuren, arigatō” (jap. 失恋、ありがとう)                   | Ryō Murakami | Makoto Wakatabe | 4:36    |
| 2. | „Omoide My Friend” (jap. 思い出マイフレンド) (wyk. 1st Campus) | KUROKO, Wato | KUROKO          | 4:53    |
| 3. | „Shitsuren, arigatō” (jap. 失恋、ありがとう) (off vocal ver.)  | Ryō Murakami | Makoto Wakatabe | 4:35    |
| 4. | „Omoide My Friend” (jap. 思い出マイフレンド) (off vocal ver.)  | KUROKO, Wato | KUROKO          | 4:50    |

| DVD | DVD                                                        | DVD     |
| Nr  | Tytuł utworu                                               | Długość |
| --- | ---------------------------------------------------------- | ------- |
| 1.  | „Shitsuren, arigatō” (jap. 失恋、ありがとう) (Music Video) |         |
| 2.  | „Omoide My Friend” (jap. 思い出マイフレンド) (Music Video) |         |

### Type C
| CD | CD                                                            | CD            | CD                   | CD      |
| Nr | Tytuł utworu                                                  | Kompozycja    | Aranżacja            | Długość |
| -- | ------------------------------------------------------------- | ------------- | -------------------- | ------- |
| 1. | „Shitsuren, arigatō” (jap. 失恋、ありがとう)                  | Ryō Murakami  | Makoto Wakatabe      | 4:36    |
| 2. | „Jitabata” (jap. ジタバタ) (wyk. Team 8)                      | Wataru Nayuki | Wataru Nayuki Wataru | 4:36    |
| 3. | „Shitsuren, arigatō” (jap. 失恋、ありがとう) (off vocal ver.) | Ryō Murakami  | Makoto Wakatabe      | 4:35    |
| 4. | „Jitabata” (jap. ジタバタ) (off vocal ver.)                   | Wataru Nayuki | Wataru Nayuki Wataru | 4:34    |

| DVD | DVD                                                        | DVD     |
| Nr  | Tytuł utworu                                               | Długość |
| --- | ---------------------------------------------------------- | ------- |
| 1.  | „Shitsuren, arigatō” (jap. 失恋、ありがとう) (Music Video) |         |
| 2.  | „Jitabata” (jap. ジタバタ) (Music Video)                   |         |

### Wer. teatralna
| CD | CD                                                            | CD              | CD              | CD      |
| Nr | Tytuł utworu                                                  | Kompozycja      | Aranżacja       | Długość |
| -- | ------------------------------------------------------------- | --------------- | --------------- | ------- |
| 1. | „Shitsuren, arigatō” (jap. 失恋、ありがとう)                  | Yoshimasa Inoue | Yoshimasa Inoue | 4:23    |
| 2. | „Aisuru hito” (jap. 愛する人)                                 | NAZCA           |                 | 5:10    |
| 3. | „Shitsuren, arigatō” (jap. 失恋、ありがとう) (off vocal ver.) | Yoshimasa Inoue | Yoshimasa Inoue | 4:23    |
| 4. | „Aisuru hito” (jap. 愛する人) (off vocal ver.)                | NAZCA           |                 | 5:10    |

## Skład zespołu
| „Shitsuren, arigatō” |
| --- |
| - AKB48 Team A: Mion Mukaichi, Yui Yokoyama - AKB48 Team K: Minami Minegishi, Tōmu Muto - AKB48 Team B: Yuki Kashiwagi, Satone Kubo, Seina Fukuoka - AKB48 Team 4: Yuiri Murayama, Mizuki Yamauchi (środek) - AKB48 Team 4 / STU48: Nana Okada - AKB48 Team 8 / AKB48 Team A: Rin Okabe, Yui Oguri - SKE48 Team E: Akari Suda - NMB48 Team N: Akari Yoshida - NMB48 Team M: Miru Shiroma - HKT48 Team H: Miku Tanaka - NGT48: Hinata Honma - STU48: Yumiko Takino |

| „Mada aeru hi made” |
| --- |
| Piosenka na ukończenie członkostwa Minami Minegishi w zespole. - AKB48 Team A: Ayana Shinozaki, Mion Mukaichi - AKB48 Team K: Haruka Komiyama, Minami, Minegishi (środek), Shinobu Mogi - AKB48 Team B: Saho Iwatate, Saki Kitazawa - AKB48 Team 4: Yuiri Murayama - AKB48 Team 4 / STU48: Nana Okada |

| „Omoide My Friend” |
| --- |
| - AKB48 Team A: Manaka Taguchi, Erii Chiba, Rei Nishikawa - AKB48 Team B: Maho Omori (środek) - AKB48 Team 4: Nanami Asai - AKB48 Team 8: Yūka Suzuki - SKE48 Team E: Haruka Kumazaki, Oka Suenaga - NMB48 Team BII: Cocona Umeyama, Ayaka Yamamoto - HKT48 Team KIV: Hirona Unjō - HKT48 Team TII: Hana Matsuoka - NGT48: Tsugumi Oguma - NGT48 Kenkyuusei: Chikana Andō - STU48: Chiho Ishida, Fū Yabushita |

| „Jitabata” |
| --- |
| - AKB48 Team 8 / AKB48 Team A: Rin Okabe, Yui Oguri (środek), Miu Shitao - AKB48 Team 8 / AKB48 Team K: Erina Oda, Narumi Kuranoo - AKB48 Team 8 / AKB48 Team B: Misaki Kawahara, Nanase Yoshikawa - AKB48 Team 8 / AKB48 Team 4: Momoka Ōnishi, Nagisa Sakaguchi, Yurina Gyōten, Serika Nagano |

| „Aisuru hito” |
| --- |
| - AKB48 Team A: Mion Mukaichi, Yui Yokoyama - AKB48 Team K: Tōmu Muto - AKB48 Team B: Maho Omori, Yuki Kashiwagi, Satone Kubo - AKB48 Team 4: Yuiri Murayama, Mizuki Yamauchi - AKB48 Team 4 / STU48: Nana Okada (środek) - AKB48 Team 8 / AKB48 Team A: Rin Okabe, Yui Oguri - AKB48 Team 8 / AKB48 Team K: Narumi Kuranoo - AKB48 Team 8 / AKB48 Team 4: Nagisa Sakaguchi - SKE48 Team E: Akari Suda - NMB48 Team N: Akari Yoshida - NMB48 Team M: Miru Shiroma - HKT48 Team H: Miku Tanaka - NGT48: Hinata Honma - STU48: Chiho Ishida, Yumiko Takino |

## Notowania
| Lista                             | Pozycja |
| --------------------------------- | ------- |
| Oricon Weekly Singles Chart       | 1       |
| Oricon Yearly Singles Chart       | 2       |
| Billboard Japan Hot 100           | 1       |
| Billboard Japan Hot Singles Sales | 1       |

## Sprzedaż
| Dane wg         | Sprzedaż   |
| --------------- | ---------- |
| Oricon          | 1 199 923  |
| Billboard Japan | 1 456 015+ |